# Lits Antal
Lits Antal (1875–1931. szeptember 25.) író, újságíró.

## Életútja
Újságíróként került Aradra, ahol a Függetlenség c. napilapot, a Függetlenség naptárait szerkesztette évtizedeken át, 1918 után az Aradi Kurír és az Aradi Fáklya c. politikai, kritikai és riport-hetilap szerkesztője (1919-25).
Írásai, riportjai az aradi társasági élethez kötődtek, Arad legbohémebb újságírójaként ismert, jó barátja volt Krúdy Gyulának, Krúdy gyakran meglátogatta Aradon.

## Kötetei
- Riportok (Arad 1914);
- Igaz mesék (Arad 1928);
- Tarka könyv[3](publicisztikai írások, Krúdy Gyula előszavával, Arad, 1930.)